# José Guadalupe Cruz
José Guadalupe Cruz (* 22. November 1967 in Acopeo, Michoacán) ist ein ehemaliger mexikanischer Fußballspieler auf der Position des Verteidigers, der nach seiner aktiven Karriere eine Laufbahn als Trainer begann.

## Leben

### Spieler
Mit Ausnahme der Saison 1990/91, in der Cruz auf Leihbasis für den Querétaro Fútbol Club tätig war, stand er während seiner gesamten sportlichen Laufbahn beim Club de Fútbol Atlante unter Vertrag, mit dem er in der Saison 1992/93 die mexikanische Meisterschaft gewann.

### Trainer
Auch als Trainer blieb er seinem langjährigen Verein Atlante verbunden, bei dem er seine Trainerkarriere in der Saison 2004/05 begann und mit dem er auch seine größten Erfolge an der Außenlinie feierte. In der Apertura 2007, der Vorrunde der Saison 2007/08, führte er die Potros zur ersten Meisterschaft an ihrem neuen Standort Cancún und in der folgenden Saison zum Gewinn der CONCACAF Champions League 2008/09 durch einen Finalsieg gegen den ehemaligen Stadtrivalen Cruz Azul aus Mexiko-Stadt.

## Erfolge

### Als Spieler
- Mexikanischer Meister: 1992/93

### Als Trainer
- Mexikanischer Meister: Apertura 2007
- CONCACAF Champions League: 2008/09